# Triadobatrachus
Triadobatrachus is een geslacht van uitgestorven kikkers uit het Vroeg-Trias (ongeveer 250 miljoen jaar geleden, uit de familie Protobatrachidae. Het geslacht telt als enige soort Triadobatrachus massinoti. De naam van de soort werd voor het eerst gepubliceerd door Piveteau in 1804, als Protobatrachus massinoti. De kikker leefde zo'n 210 miljoen jaar geleden in het Trias en is gevonden op het Afrikaanse eiland Madagaskar.
Dit dier, of een familielid, evolueerde uiteindelijk tot de moderne kikkers, waarvan het vroegste voorbeeld Prosalirus is, miljoenen jaren later in het Vroeg-Jura.

## Kenmerken
Triadobatrachus had een lengte van 10 centimeter en wordt als een voorloper van de moderne kikkers gezien. Het dier had nog veel primitieve kenmerken, waaronder ten minste 26 wervels, terwijl moderne kikkers er maar vier tot negen hebben. Minstens 10 van deze wervels vormden een korte, benige staart, die het volwassen dier mogelijk heeft behouden. Het dier zwom waarschijnlijk door met zijn achterpoten te schoppen, hoewel het niet kon springen, zoals de meeste moderne kikkers dat kunnen. Zijn schedel leek op die van moderne kikkers en bestond uit een raster van dunne botten gescheiden door grote openingen.

## Fossielen
Het werd voor het eerst ontdekt in de jaren 1930, toen Adrien Massinot in de buurt van het dorp Betsiaka in het noorden van Madagaskar een bijna compleet skelet vond in de middelste Sakamenaformatie uit het Indien van de Sakamena Groep. Het dier moet kort na zijn dood gefossiliseerd zijn, want alle botten lagen in hun natuurlijke anatomische positie. Alleen het voorste deel van de schedel en de uiteinden van de ledematen ontbraken. Dit fossiel werd in eerste instantie beschreven onder de naam Protobatrachus massinoti door de Franse paleontoloog Jean Piveteau in 1936. Recentelijk zijn er veel meer gedetailleerde beschrijvingen gepubliceerd.

## Leefwijze

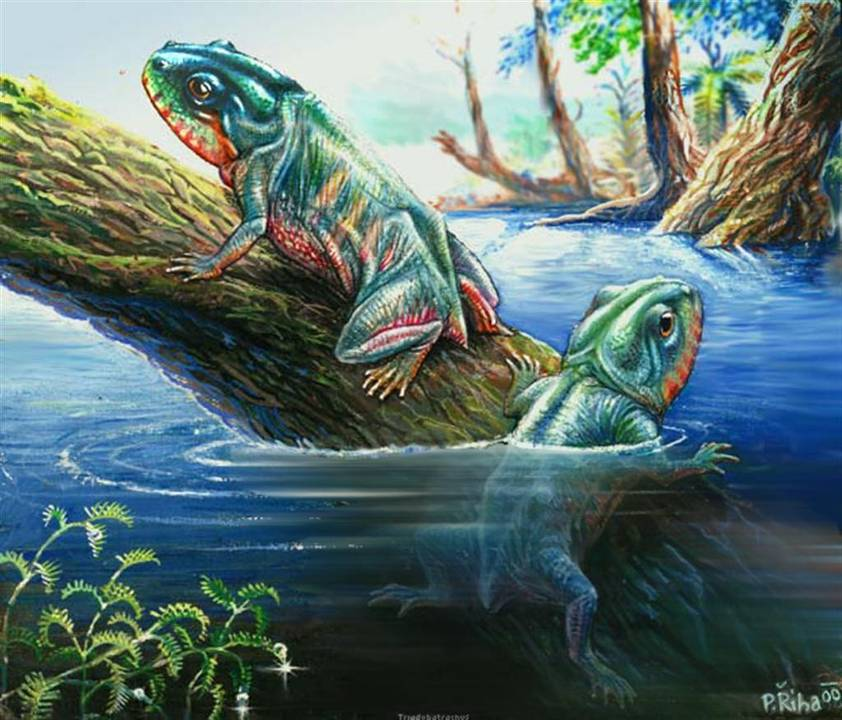
Artist's impression van Triadobatrachus.

Hoewel Triadobatrachus in mariene afzettingen werd gevonden, laat de algemene structuur zien dat het dier waarschijnlijk een deel van zijn leven op het land heeft doorgebracht en zuurstof heeft ingeademd. De nabijheid van het vasteland wordt verder bevestigd door de overblijfselen van landplanten die samen met Triadobatrachus zijn gevonden, en door het feit dat de meeste bestaande amfibieën geen zout water kunnen verdragen, en dat deze zoutwaterintolerantie waarschijnlijk ook voorkwam bij de vroegste lissamphibieën.